# G2 Esports
|  | «G2» redirigeix aquí. Vegeu-ne altres significats a «tvG2». |

G2 Esports, anteriorment coneguda com a Gamers2, és una organització espanyola d'eSports amb seu a Berlín que té equips professionals de diferents esports electrònics, entre els quals destaquen League of Legends, Valorant, Counter-Strike: Global Offensive, Rocket League i Tom Clancy's Rainbow Six: Siege. Fou fundada l'any 2014 per l'exjugador de League of Legends Carlos Rodríguez Ocelote. El 2018 fou considerada per la revista Forbes com la vuitena empresa més valuosa del món dels eSports, amb un valor aproximat de 105 milions de dòlars.

## League of Legends
G2 té un equip de League of Legends competint a la màxima lliga europea, la LEC. L'estiu de 2020 es va convertir en l'equip europeu amb més títols de la història després de guanyar per vuitena vegada el títol europeu. La primavera de 2022 guanyaren el seu novè títol. La plantilla de l'equip està formada actualment per:
| Broken Blade | Sergen Çelik    | Toplaner   |
| Yike         | Martin Sundelin | Jungla     |
| caPs         | Rasmus Winther  | Midlaner   |
| Hans Sama    | Steven Liv      | AD Carry   |
| Mikyx        | Mihael Mehle    | Suport     |
| Dylan Falco  | Dylan Falco     | Entrenador |

A part d'aquest equip, també tenen un equip femení des del setembre del 2022, fruit del nou programa de Riot Games per impulsar la participació de dones al món dels videojocs. La plantilla de l'equip està formada actualment per:
| Lizia     | Olivia Calistus    | Toplaner   |
| Karina    | Agnė Ivaškevičiūtė | Jungla     |
| Tifa      | Alena Mauer        | Midlaner   |
| Caltys    | Maya Henckel       | AD Carry   |
| Colomblbl | Eve Monvoisin      | Suport     |
| Quaye     | Finlay Stewart     | Entrenador |

## Counter-Strike: Global Offensive
G2 té un equip de Counter-Strike: Global Offensive competint a diversos tornejos. La plantilla de l'equip està formada actualment per:
| huNter- | Nemanja Kovač  |
| NiKo    | Nikola Kovač   |
| m0NESY  | Ilya Osipov    |
| jks     | Justin Savage  |
| HooXi   | Rasmus Nielsen |